# Centropogon floccosus
Centropogon floccosus är en klockväxtart som beskrevs av Jules Émile Planchon. Centropogon floccosus ingår i släktet Centropogon och familjen klockväxter. Inga underarter finns listade i Catalogue of Life.